# Aeroportul Cravo Norte
Aeroportul Cravo Norte (IATA: RAV, ICAO: SKCN) este un aeroport din Departamentul Arauca, Columbia ce deservește zona Cravo Norte⁠(d). Aeroportul a fost tranzitat în 2019 de 210 pasageri.
Situat la o altitudine de 102 m, aeroportul dispune de o singură pistă.